# Crecimiento diaúxico

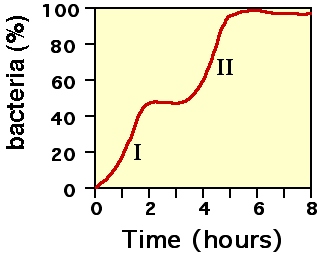
La curva de crecimiento bifásica de Monod.

El crecimiento diaúxico es un tipo crecimiento microbiano bifásico que tiene lugar cuando hay presentes dos sustratos diferentes que pueden ser utilizados como fuente de carbono. En este tipo de crecimiento microbiano se observa una curva de crecimiento bifásica debido a la utilización secuencial de distintas fuentes de carbono. El metabolismo del organismo es selectivo para uno de los sustratos (se usa la fuente de carbono que permite un crecimiento más rápido) y cuando la agota, comienza a metabolizar el otro. En bacterias lácticas, por ejemplo, la presencia de glucosa que es fácilmente asimilable, induce un efecto de represión por catabolito sobre el operón lac que es necesario para el metabolismo de la lactosa, un disacarido de más difícil asimilación. Como consecuencia se produce un crecimiento diaúxico en medios de cultivo que contienen una mezcla de glucosa y lactosa.
Experimentos de Curvas de crecimiento de Escherichia coli en caldo con dos sustratos base, han contribuido para el descubrimiento de la regulación a nivel génico (operon).
- Datos: Q1209226